# Erotes
Os Erotes (em grego Ἔρωτες), na mitologia grega, eram os quatro filhos alados de Afrodite, que personificavam várias faces do amor. Eram companheiros constantes da deusa, sempre retratados ao seu lado. Erotes é o plural de Eros ("Amor, Desejo"), que, como uma divindade singular tem uma mitologia mais complexa.
Na Teogonia de Hesíodo, o principal Erote, Eros, seria dois deuses: O primeiro seria um deus primordial nascido do Caos; O segundo mais novo, seria filho de  Afrodite, jovem e travesso, que atira flechas de amor aleatoriamente nas pessoas. Afrodite era descrita na maioria dos mitos, já nascendo adulta grávida de Eros e Himeros; Em outra versão, ela teria tido os erotes com Ares.
- Eros (Ἔρως): Principal erote, é o deus do amor inconsequente, da união, da afinidade que inspira ou produz simpatia entre os seres, para os unir em outras procriações.
- Anteros (Ἀντέρως): era, na mitologia grega, o deus do amor retribuído, literalmente "amor devolvido" ou "contra-amor" e também punidor daqueles que desprezam o amor e os avanços de outros, ou o vingador do amor não correspondido.
- Himeros (Ἵμερος): deus do desejo sexual.
- Pothos (Πόθος): deus da paixão.

Em algumas tradições, os erotes podem ter uma influência especial sobre o amor homossexual. 
Outros personagens da mitologia foram descritos sendo um dos erotes, embora apenas os quatro acima foram retratados mais frequentemente que os de baixo:
- Filotes (Φιλότης): Daemon da amizade e do carinho. Filho de Nix.
- Hedilogos (Ἡδυλόγος): Daemon dos cortejos e elogios. Filho de Afrodite e Hermes.
- Hedonê (Ἡδονή): Daemon do prazer. Filha de Eros e Psiquê.
- Hermafrodito (Ἑρμαφρόδιτος): Deus das almas-gêmeas. Filho de Afrodite e Hermes.
- Himeneu (Ὑμέναιος): Deus das cerimônias de casamento. Filho de Afrodite e Apolo ou Dioniso ou de Apolo e uma das Musas.

## Anteros

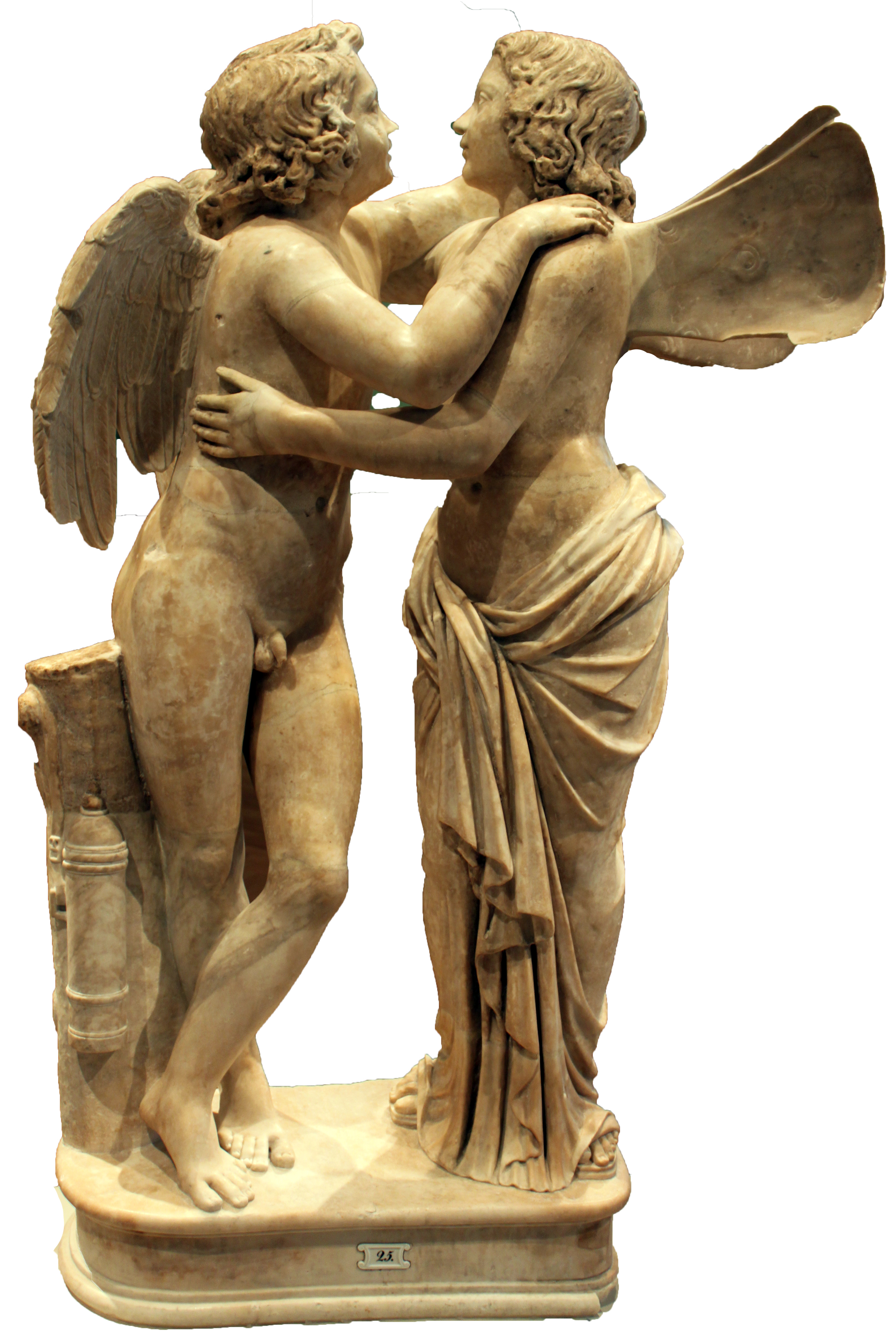
Amor e Psiquê
Escultura romana sobre modelo grego, século II, conservada no Altes Museum, Berlim

Anteros é o deus grego do amor correspondido, mas consciente, e vingador do amor não correspondido.  Seu nome literalmente significa amor voltou, mas pode também ser traduzido como "contrário do amor", ou "no que não há amor". Após descobrir que o motivo de Eros não crescer é que ele estava sozinho e que o amor tem que ser correspondido para crescer, Afrodite teve Anteros com Ares. Ele foi dado ao solitário irmão Eros como um companheiro 
para que Eros (o amor) pudesse crescer. Assim Eros cresceu belo e forte, mas após algum tempo, Anteros foi enviado para ser criado por um pescad ,, e quando Anteros partiu, Eros voltou a ser menino e nunca mais cresceu.
Fisicamente, ele é semelhante a Eros, mas com cabelos longos e emplumadas asas de borboleta. Também é descrito armado com um taco de ouro e setas de chumbo.

## Himeros
Himeros (ou em latim Himerus) era o deus grego do desejo sexual. Segundo a Teogonia de Hesíodo, quando a deusa Afrodite surgiu pela primeira vez na espuma do mar, ela estava grávida dos gêmeos Eros e Himeros. Os filhos eram seus companheiros constantes, agentes de seu poder divino.
Himeros é descrito geralmente como jovem alado ou criança, assim como o outros erotes. Ele era freqüentemente retratado junto com Eros na cena do nascimento de Afrodite, que voa em torno da concha da deusa no mar. Em outras vezes, ele aparece como uma tríade de deuses do amor, com seus irmãos, Eros e Pothos (Amor e Paixão). Como um deus individual, no entanto, não possuía culto distinto. Quando era representando junto com Eros ele provavelmente estava identificado com Anteros (amor correspondido).

## Pothos
Pothos (ou em latim Pothus) era o deus da paixão, anseio e desejo. 
Escritores clássicos tardios descrevem-no como um filho de Zéfiro (o vento do oeste) e Iris (arco-íris) para representar as paixões que veem com o amor.
Os erotes foram descritos frequentemente juntos em pintura de vasos gregos.